# Mályvapártás lugasépítő
A mályvapártás lugasépítő (Chlamydera nuchalis) a madarak osztályának verébalakúak (Passeriformes) rendjébe és a lugasépítő-félék (Ptilonorhynchidae) családjába tartozó faj.

## Előfordulása
Ausztrália északi, tengerparti részén honos.

## Alfajai
- Chlamydera nuchalis melvillensis
- Chlamydera nuchalis nuchalis
- Chlamydera nuchalis orientalis
- Chlamydera nuchalis oweni
- Chlamydera nuchalis yorki

## Megjelenése
A testhossza 33-38 centiméter. A lugasépítő-félék családjának legnagyobb testű tagja.
|  |

## Életmódja
Gyümölcsökkel és rovarokkal táplálkozik.

## Szaporodása
A hím a tojó elcsábítására egy lugast épít, mely két párhuzamos falból áll, amelyeket földbe szúrt száraz ágak és füvek alkotnak. A bejáratot fehér és zöld színű tárgyakkal, például csontokkal, csigaházakkal, tollakkal díszít. Újabban emberi eredetű tárgyakat, így kupakokat, üvegcserepeket is felhasznál a dekoráláshoz. A hím nem csupán lugasával (melyet folyamatosan őrizni kénytelen a többi hímtől), de viselkedésével is csábítja a tojókat. Minden hím igyekszik minél több tojót magához csalogatni. Lugasa előtt a hím mályvaszínű tarkófoltját mutogatva, sziszegő, csicsergő hangokat hallatva csalogatja a tojókat.
A lugast fészekként nem használja a faj. A tojó ágakból készíti fészkét és levelekkel béleli ki. Egy vagy kettő szürkészöld tojását egyedül költi ki 19-22 nap alatt. A kikelő fiókákat is a tojó neveli fel egyedül.

## Külső hivatkozások
- Képek az interneten a fajról
- Geocities.com